# Balthasar Hahn
Balthasar Hahn (* in Sachsen-Anhalt; † 14. Juni 1637) war ein deutscher Mediziner und kursächsischer Leibarzt.

## Leben
Balthasar Hahn stammte aus Askasien, heute bekannt als Sachsen-Anhalt. Sein Vater Peter Hahn war bereits als Lic. med. tätig, seine Mutter hieß Magdalena Müller. Hahn immatrikulierte sich im Wintersemester 1610 an der Universität Leipzig. Bis 1617, als er eine Widmung für seinen verstorbenen Kollegen Balthasar Brunner verfasste, galt er noch als medizinischer Kandidat (Med. Cand.).
1621 wurde Hahn als Stadtarzt in Dresden angestellt. Seine berufliche Nähe zum Hof führte dazu, dass er am 22. Juli 1623 vom Kurfürsten Johann Georg I. zum Hofarzt ernannt wurde, mit einem Gehalt von 150 Florin. Um Missbrauch zu verhindern, durfte er Hofbedienstete nur behandeln, wenn die Behandlung vom Hofmarschall oder dem Stallmeister genehmigt wurde. Er war nicht am Hof ansässig, musste sich aber bei Bedarf unverzüglich dorthin begeben. Am 24. Juni 1626 wurde er zum Leibarzt ernannt und am 1. Juli 1626 zusammen mit Lorenz Hoffmann und Peter Heig vereidigt. Er verbrachte auch die Herbstmonate des Jahres 1630 mit der Kurfürstin und ihren Kindern in Oelsnitz.
Balthasar Hahn verstarb am 14. Juni 1637.

## Familie
Hahn war dreimal verheiratet. Seine erste Ehefrau, Rebecca Brenner, verstarb 1626 kurz nach der Hochzeit im Alter von 17 Jahren. Seine zweite Ehefrau, Anna Luschow, starb 1631. Anna war zuvor mit dem Geheimrat und Juraprofessor Albert Hein verheiratet gewesen. Hahn heiratete 1631 in dritter Ehe Maria Magdalena Belzar, die Tochter des 1626 verstorbenen kursächsischen Leibarztes Georg Belzar. Sie hatten zwei Töchter: Magdalena Sophie Hahn, die mit dem kursächsischen Oberlandbaumeister Wolf Caspar von Klengel verlobt war, und Maria Magdalena Hahn, die 1655 Gottfried zur Horst heiratete.
Hahn hatte eine Schwester, Barbara Hahn, die den Juristen Joachim Birnbaum heiratete. Ihr Sohn, Abraham Birnbaum, geboren 1612 in Aschersleben und gestorben 1695 in Dresden, heiratete Susanna Sultzberger. Sie war die Tochter von Johann Rupert Sultzberger und Susanna Schilling und wurde 1623 in Leipzig geboren; sie starb 1668 in Dresden.